# Kumaner

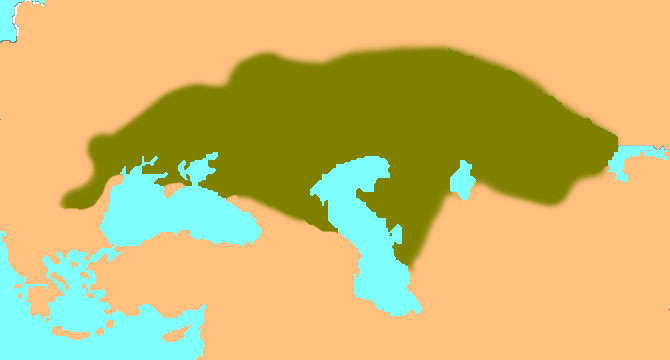
Kumanernas utbredning cirka 1200.

Kumanerna, eller polovtserna, var ett turkiskt folk som runt år 750 levde i området kring  Volga och Jajk i nuvarande Ukraina och Ryssland. Ryska krönikor nämner dem första gången år 1061.

## Etymologi
Deras latinska namn cumanus kommer förmodligen från floden Kuma i norra Kaukasus i nuvarande Ryssland, där de levde under en tid.

## Ungern
I en ungersk krönika daterades den kumansk-ungerska förbindelsen till år 889. Det kumanska folket kallades till Ungern av Ladislaus IV, som behövde dem som förbundna. Deras bostadsort var mellan Donau och Tisza, Ungerns största floder. Området kallas nuförtiden Kunság, vilket översätts med kumanska områden. Kumanerna integrerades med det ungerska folket över århundradena. Nuförtiden finns det i Ungern därför inte någon minoritet som är kumansk, och den siste som talde det kumanska språket, István Varró, dog 1770.

## Namnskick
Namnet kan fortfarande träffas på i olika ortnamn, ända bort till staden Kumanovo i nordöstra Nordmakedonien, Comănești i Rumänien och Comana i Dobrudja. I Ungern hade kumanerna ett eget territorium vid namn Kunság, som överlevde fram till 1800-talet. Därför finns fortfarande namnet "kun" i länsnamn som Bács-Kiskun och Jász-Nagykun-Szolnok, samt ortnamn som Kiskunhalas och Kunszentmiklós.
Även efternamn som kommit från ordet "kuman", såsom "coman", "kun" och "kuman", är inte ovanliga. Exempel är det bulgariska efternamnet Kumanov, den nordmakedonska varianten Kumanovski, det rumänska Comăneci och det vanliga ungerska efternamnet Kun.